# Laura Berlin
Laura Berlin (1990, Berlin-Est) est une mannequin et actrice allemande. Elle est principalement connue pour avoir interprété Emma de Normandie dans la série Vikings: Valhalla.

## Filmographie

### Cinéma
- 2009 : Grimm : Blanche Neige : Blanche Neige
- 2013 : Rouge rubis : Charlotte Montrose
- 2014 :  Bleu Saphir : Charlotte Montrose
- 2016 : Vert émeraude : Charlotte Montrose
- 2017 : Bullyparade : Le Film : Monirella
- 2021 :  Grand ciel de Noël Alpi : Luna

### Télévision

#### Séries télévisées
- 2010 : SOKO Wismar : Anna Blume (saison 8 épisode 16)
- 2010 : SOKO Stuttgart : Denise May (saison 2 épisode 23)
- 2010 : Notruf Hafenkante : Melissa Wiesenrath (saison 5 épisode 8)
- 2017 - 2019 : Einstein : Équations criminelles : Julia Weigert
- 2018 : Notruf Hafenkante : Dr. Eva Grünberg (saison 13)
- 2020 : Breaking Even : Charlotte Lindemann
- 2022 : Vikings: Valhalla : Emma de Normandie